# Eliusz Donat
Donat (łac. Donatus), właściwie Eliusz Donat (łac. Aelius Donatus), także Donat Gramatyk lub niepoprawnie Donet – rzymski gramatyk i historyk literatury z połowy IV wieku; najprawdopodobniej urodzony w Afryce. Uważany za jedną z najważniejszych postaci w dziejach europejskiego językoznawstwa. Przez około półtora tysiąca lat jego dzieła miały decydujący wpływ na kształt i treść nauczania języka łacińskiego. Często nadal naucza się gramatyki wielu języków zgodnie z formą i terminologią, jaką jej nadał Donat, chociaż nie korzysta się już z jego prac.
Zachowały się w całości dwie jego prace gramatyczne – Ars minor i Ars maior – oraz niekompletne komentarze do dzieł Wergiliusza i Terencjusza.

## Życie i znaczenie
Donat nauczał w Rzymie, gdzie cieszył się wysokim prestiżem a jego wykładów słuchali studenci z całego Cesarstwa. Otrzymał oficjalny tytuł grammaticus urbis Romae, którym nadano mu status urzędowego gramatyka miasta.
Jednym z uczniów Donata był Hieronim ze Strydonu, późniejszy autor łacińskiego przekładu Pisma Świętego, tak zwanej Wulgaty. Wpływ Donata był zdaniem badaczy decydujący dla języka i stylu, których użył w swoim przekładzie Hieronim.
Chociaż Donat opierał się w dużym stopniu na ustaleniach uczonych greckich, a także czerpał ze swoich poprzedników łacińskich, to jednak prosta i przejrzysta forma jaką nadał gramatyce w swoich pracach, przyczyniła się do ich upowszechnienia od końca IV wieku. Jego gramatyka była poprzez swoją innowacyjność i przejrzystość terminologiczną punktem zwrotnym badań językoznawczych w starożytności; pozwoliła też zachować naukę o klasycznej łacinie w okresie, gdy język ten zaczął ulegać daleko idącym zmianom.
Pryscjan, którego Institutiones grammaticae, ukończone w Konstantynopolu około 510 roku, będą później używane jako uzupełnienie Ars maior dla bardziej zaawansowanych studentów, pierwszy nazwał Donata określeniem auctor latinitatis – Donat był jego zdaniem pierwszym autorem, który napisał, w jaki sposób prawidłowo używać łacińskich wyrazów w odpowiednim stylu. Już dla Boecjusza, na początku VI wieku, imię Donat jest synonimem gramatyka a „Sztuka Donata” (Ars Donati) synonimem gramatyki.
Dla Konrada z Hirsau w XII wieku Donat był fundamentem całego piśmiennictwa, jego „abecedarium”. Znajomość dzieł Donata, była zdaniem Rogera Bacona w XIII wieku niezbędna dla podjęcia studiów teologicznych i filozoficznych: pchają się tysiącami nawet tacy, co nie umieją czytać Psalmów ani Donata, a którzy pomimo to, kiedy tylko złożą swe śluby, posyłani bywają na studia teologiczne (...) Stąd też błąd panuje pomiędzy nimi nieustannie.
W XII pieśni Raju Dante opisuje grupę dwunastu postaci tworzących koncentryczny krąg. Obok Augustyna i Tomasza z Akwinu, w tym ekskluzywnym gronie, Dante umieszcza tylko jednego poganina – Donata:
„Quel Donato ch’alla prim’ arte degnò por la mano”.
Ów Donat, który zapoznał nas z pierwszą ze sztuk.
Brak odniesień do chrześcijaństwa i niekiedy pogańska wymowa dzieł rzymskiego gramatyka bynajmniej nie przeszkadzały w średniowieczu. Dopiero Jean Gerson (1363–1429) próbował wprowadzić w twórczość Donata wartości chrześcijańskie, tworząc adaptację Donatus moralisatus („Donat umoralniony”), która jednak nie przyjęła się.
Przez wieki czytano też komentarze do Wergiliusza i Terencjusza a zawarte w nich tezy i opinie wpłynęły znacząco na europejskie piśmiennictwo. Komentarze są cytowane i parafrazowane w wielu dziełach, nawet współcześnie, chociaż rzadko ktoś dzisiaj zdaje sobie sprawę, że różne sformułowania pochodzą od Donata. Przykładem może być często cytowany i parafrazowany fragment komentarza do Terencjusza, znany Dantemu i Szekspirowi, wykorzystywany nadal jako schemat we współczesnej literaturze i filmach romantycznych:
„Quinque lineae sunt amoris, scilicet visus, allocutio, tactus, osculum sive suavium, coitus”.
Jest pięć [kolejnych] etapów miłości [w dziele literackim], mianowicie: spojrzenie, spotkanie, dotyk, pocałunek czy przytulanie, stosunek.
Jeżeli pominąć Biblię, to Donat był najczęściej wydawanym autorem w XV wieku, po wynalezieniu druku. Zachowało się ponad trzysta samodzielnych inkunabułów Ars minor i dziewięć wydań całości jego dzieł poświęconych gramatyce. We Włoszech pierwszą książką, wydrukowaną w 1464, była Ars minor. Donat był też pierwszym autorem książki drukowanej w Gdańsku. Starodruk Ars minor z XV wieku jest przechowywany w Bibliotece Gdańskiej PAN pod sygnaturą XV 365.

## Donat w szkolnictwie

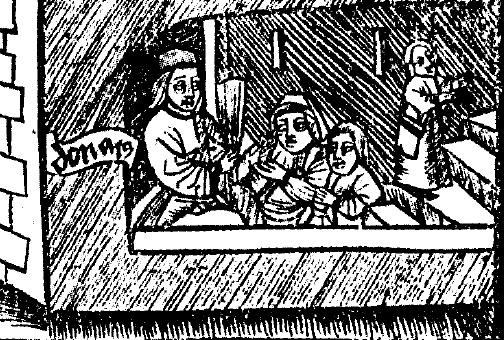
Donat nauczający gramatyki. Drzeworyt Gregora Reicha w Margarita Philosophica, Strasbourg 1512.

Od IV wieku dzieła Donata były stosowane w szkołach całej łacińskiej Europy, a w VII wieku powstały w Irlandii pierwsze do nich komentarze spoza Italii. W okresie karolińskim utwory Donata uznano za fundament nauczania gramatyki i zostały podstawowymi podręcznikami w trivium. Wycofywanie dzieł Donata ze szkolnictwa rozpoczęło się w XVII–XVIII wieku, kiedy zaczęto je zastępować nowszymi podręcznikami. W XIX wieku uczono się na Ars minor już rzadko, w XX wieku jej zastosowanie zanikło.
Ten, kto uczył się od okresu karolińskiego wymarłej już łaciny, miał nie tylko opanować ten język w czytaniu, lecz również doprowadzić do mistrzostwa sztukę mówienia w nim i pisania. Dlatego uczeń początkujący musiał wyuczyć się na pamięć Ars minor Donata. Potem przechodził do drugiego etapu kształcenia, czyli uczenia się Ars maior. Stąd też kurs łaciny w ramach sztuk wyzwolonych składał się zazwyczaj z czterech poziomów, odpowiadających poszczególnym czterem księgom Donata. Zniszczony wskutek użytkowania rękopis z tymi utworami był nazywany „donatem” lub „donetem”, a słowo to oznaczało elementarz lub podstawowy podręcznik.
Pierwszą sentencją, której zazwyczaj uczono w szkole aż do XVIII wieku, był początek Ars minor:
„Partes orationis quot sunt? Octo. Quae? Nomen, pronomen, verbum, adverbium, participium, coniunctio, praepositio, interiectio”.
Ile jest części mowy? Osiem. Jakie? Rzeczownik, zaimek, czasownik, przysłówek, imiesłów, spójnik, przyimek, wykrzyknik.

## Dzieła Donata

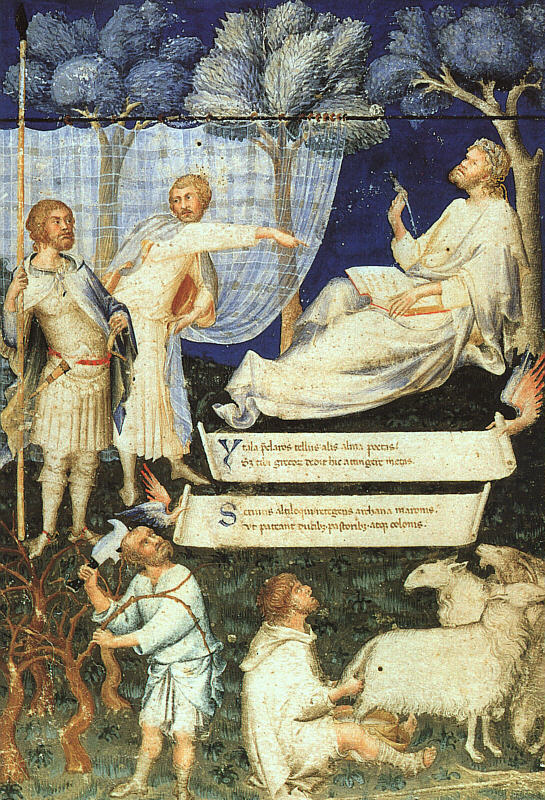
Miniatura Simone Martiniego w rękopisie zamówionego przez Petrarkę Komentarza do Wergilusza z około 1340 roku. Pasterz, rolnik i rycerz symbolizują trzy style literackie. Na piszącego Wergiliusza wskazuje Donat.

Dzieło Donata poświęcone gramatyce łacińskiej składało się z dwóch części i czterech ksiąg. Pierwsza księga to Ars minor, następne trzy tworzą Ars maior. Ars minor zawiera wykład podstawowy przeznaczony dla początkujących z zakresu ośmiu części mowy, ujęty w formę pytań i odpowiedzi. Ars maior to wykład dla zaawansowanych, złożony z trzech ksiąg omawiających po kolei fonetykę, części mowy, najczęściej spotykane błędy językowe oraz tropy i figury. Zbiór tych czterech ksiąg określano najczęściej jako Ars Donati lub Ars grammatica.
Komentarze do Terencjusza i Wergiliusza nie zachowały się w całości. Komentarz do Terencjusza wydaje się być bardziej kompletny. Chociaż najstarsze, fragmentaryczne rękopisy tego dzieła pochodzą dopiero z XV wieku, to niektóre braki zostały uzupełnione przez współczesnych wydawców na podstawie cytatów u średniowiecznych autorów. Komentarz do Wergiliusza został odtworzony z kilku różnych wzmianek i cytatów – przede wszystkim z komentarza Serwiusza, który przytoczył długie fragmenty dzieła Donata. Poezja Wergiliusza posłużyła Donatowi jako przykład zastosowania trzech stylów literackich – niskiego (Bukoliki), średniego (Georgiki) i wysokiego (Eneida).

## Wpływ na gramatyki języków narodowych
Dzieła Donata wpłynęły na niemal wszystkie gramatyki języków wernakularnych. Najstarsza znana, to powstała między rokiem 1225 a 1245 Donatz proensals („Donat prowansalski”) – gramatyka języka prowansalskiego oparta na Ars minor. Pomiędzy XIII a XV wiekiem napisano co najmniej dziesięć adaptacji Ars minor do języka francuskiego. W drugiej połowie XIV wieku Claretus de Solentia stworzył czeski Vocabulař grammatický – było to pierwsze zastosowanie dzieła Donata do języka słowiańskiego.
Najstarszy podręcznik do nauki gramatyki języka polskiego, Polonicae grammatices institutio, Piotr Statorius napisał w 1568 roku na podstawie zarówno najlepszych dzieł współczesnej mu polskiej poezji, jak i znajomości gramatyki Donata. Część badaczy uważa, że Statorius nie wzorował się bezpośrednio na Ars minor, lecz na stosowanej podczas jego nauki w Lozannie gramatyce łacińskiej, która również opierała się na Donacie.

### Wydania dzieł Donata
- Donati ars grammatica. W: Grammatici Latini vol. IV. H. Keil (ed.). Lipsk: 1864, s. 355–402. [dostęp 2014-11-24]. (łac.). Pierwsze wydanie krytyczne Ars maior.
- Aeli Donati quod fertur commentum Terenti. Paulus Wessner (ed.). Lipsk: B. G. Teubner, 1903. [dostęp 2014-11-24]. (łac.). Wydanie krytyczne Komentarza do Terencjusza.
- Louis Holtz: Donat et la tradition de l’enseignement grammatical. Etude sur l’Ars de Donat et sa diffusion (IVe-IXe siècle) et édition critique. Paryż: CNRS, 1981. Najnowsze wydanie krytyczne Ars minor i Ars maior z omówieniem i komentarzami.

### Literatura
- Katalog inkunabułów Biblioteki Miejskiej w Gdańsku, Helena Jędrzejowska, Maria Pelczarowa (oprac.), Gdańsk: Towarzystwo Przyjaciół Nauki i Sztuki w Gdańsku, 1954 [dostęp 2014-11-12] [zarchiwizowane z adresu 2014-11-12] (pol.).
- Władysław Kuraszkiewicz: Polski język literacki. Studia nad historią i strukturą. Warszawa: PWN, 1986. (pol.).
- Clive Staples Lewis: Odrzucony obraz: wprowadzenie do literatury średniowiecznej i renesansowej. Kraków: Wydawnictwo Znak, 1995. (pol.).
- Ernst Robert Curtius: Literatura europejska i łacińskie średniowiecze. Kraków: Wydawnictwo Universitas, 1997. ISBN 83-7052-128-2. (pol.).
- Jürgen Leonhardt: Latein: Geschichte einer Weltsprache. Monachium: Verlag C. H. Beck oHG, 2009. ISBN 0-674-05807-0. (niem.). Cytowany za: Jürgen Leonhardt: Latin: Story of a World Language. Kenneth Kronenberg (tr.). Cambridge (Massachusetts), Londyn: The Belknap Press of Harvard University Press, 2013. ISBN 0-674-05807-0. [dostęp 2014-11-22]. (ang.).
- Donatus. W: The Classical Tradition. Anthony Grafton, Glenn W. Most, Salvatore Settis (ed.). Harvard: Belknap Press of Harvard University Press, 2010, s. 281–282. ISBN 0-674-07227-8. (ang.).